# Microsoft wallet
Microsoft Wallet — программный продукт, разработанный корпорацией Microsoft в 1999 году как средство для хранения и управления личной финансовой информацией. Это был один из первых коммерческих примеров цифрового кошелька, предложенного крупным производителем программного обеспечения. Программа позволяла пользователям сохранять данные кредитных карт, номера билетов, пароли и другие персональные данные с целью упрощения онлайн-платежей и автоматизации заполнения форм.
В конце 1990-х годов интернет начал активно превращаться в платформу для электронной коммерции. Однако пользователи сталкивались с рядом проблем:
1.  Необходимость повторного ввода данных при каждой покупке.
2. Низкий уровень доверия к безопасности онлайн-платежей.
3.Отсутствие единой системы управления учетными данными.
В этом контексте компании начали разрабатывать решения, которые могли бы облегчить взаимодействие пользователей с цифровыми сервисами. Microsoft не стала исключением: компания стремилась создать экосистему, где Windows будет не только операционной системой, но и центром управления цифровой жизнью пользователя.

## Разработка и запуск
Microsoft Wallet был анонсирован в 1999 году и выпущен как часть более широкой стратегии Microsoft по интеграции цифровых технологий в повседневную жизнь. Программа была доступна бесплатно и предназначалась для пользователей Windows 95, Windows 98 и последующих версий. Она интегрировалась с Internet Explorer — тогда самым популярным браузером в мире.
Основные функции:
Хранение информации о кредитных картах (включая номер, срок действия, CVV).
Сохранение данных о авиабилетах, заказах и других документах.
Автоматическое заполнение форм на сайтах, поддерживающих спецификацию Open Financial Exchange (OFX).
Шифрование данных с помощью стандартов того времени (например, RC4 и SSL).
Пользовательский интерфейс был простым и ориентированным на удобство использования. Пользователь мог добавлять несколько учётных записей, управлять ими и выбирать, какие данные использовать при оформлении заказа.

## Технологическая основа
Microsoft Wallet использовал открытые стандарты, такие как:
Open Financial Exchange (OFX) — протокол, разработанный совместно Microsoft, Intuit и CheckFree для обмена финансовыми данными.
XML — для хранения и передачи информации между клиентским приложением и серверами.
Эти технологии позволяли Wallet быть совместимым с различными банками и торговыми площадками, хотя поддержка со стороны третьих сторон оставалась ограниченной.
Программа также поддерживала шифрование данных на уровне клиента, что должно было повысить уровень доверия пользователей. Однако на практике это не решило проблемы восприятия: многие пользователи всё ещё опасались хранить информацию о своих кредитных картах в цифровом виде.

## Цели и ожидания
Целью Microsoft было создание универсального цифрового хранилища, которое могло бы:
1.Упростить процесс совершения онлайн-покупок.
2.Сделать Internet Explorer более привлекательным для пользователей.
3.Увеличить степень интеграции Windows в повседневную жизнь.
4.Ожидается, что Wallet станет основой будущих решений Microsoft в области цифровой идентификации и платежей. Однако эти ожидания не оправдались.

## Причины закрытия
Microsoft официально прекратила развитие продукта в 2001 году. Основными причинами были:
1.Низкий уровень доверия пользователей.  В то время общество ещё не было готово к массовому использованию цифровых кошельков. Пользователи опасались, что их финансовые данные могут быть скомпрометированы.
2.Отсутствие поддержки со стороны банков и платёжных систем.  Многие финансовые учреждения не поддерживали OFX или не видели смысла в партнёрстве с Microsoft.  Быстро развивались собственные решения от Visa, Mastercard и PayPal.
3.Технические ограничения.  Microsoft Wallet был привязан к Internet Explorer и Windows, что делало его непривлекательным для пользователей Mac и Linux. Интерфейс был слишком простым и не предлагал достаточной гибкости для бизнеса.
4.Развитие конкурирующих продуктов.  В это же время появились такие сервисы, как PayPal, которые быстро завоевали популярность благодаря своей простоте и мобильности.

## Наследие
Хотя Microsoft Wallet не достиг коммерческого успеха, он сыграл важную роль в развитии цифровых технологий:
Он стал одним из первых примеров универсального цифрового хранилища личных данных.
Его идеи легли в основу современных решений, таких как: Microsoft Pay — современный сервис цифровых платежей. Windows Hello — система биометрической аутентификации.
Также некоторые элементы Wallet можно найти в Azure Active Directory и Microsoft Edge, где акцент сделан на безопасном управлении учётными данными и оплатой.